# Best of Lura
Best of Lura è la prima raccolta ed il sesto album in assoluto della cantante Lura. Il disco, pubblicato dall'etichetta Lusafrica l'8 novembre 2010, contiene due pezzi inediti, Moda Bo (un duetto con Cesária Évora) e Amor e Tao Sabe.

## Tracce
1. Na Ri Na – 3:39 (O. Pantera)
2. Moda Bo – 4:57 – (featuring Cesária Évora)
3. Galanton – 3:48 (R. Cruz)
4. Canta Um Tango – 5:48 (testo: T. Chantre – musica: G. Pedicini) – (featuring Kantango)
5. Ponciana – 3:57 (T. Tavares)
6. Marinhero – 3:55 (M. Lucio)
7. No Bem Fala – 4:20 (T. Lino)
8. Dzê Que Dzê – 3:22
9. Ma n Ba Dês Bês Kumida Dâ – 3:47 (M. Lopes Andrade)
10. Nha Vida – 4:45 (Lura)
11. Um Dia (radio edit) – 3:53 (T. Vieira)
12. Mascadjon – 4:13 (A.G. Monteiro)
13. Fitiço di Funana – 5:07 (testo: Lura, Don Kikas – musica: Don Kikas)
14. Amori – 4:27 (testo: Alberto Zeppieri – musica: Mario Lucio)
15. Quebrod Nem Djosa (radio edit) – 3:34 (V. Ferreira)
16. Amor e Tao Sabe – 4:42